# Bolarka (rejon olewski)
Bolarka (ukr. Болярка) – wieś na Ukrainie, w obwodzie żytomierskim, w rejonie olewskim. W 2001 roku liczyła 168 mieszkańców.